# Jessica Monroe
Jessica Monroe, po mężu Gonin (ur. 31 maja 1966 w Palo Alto) – kanadyjska wioślarka. Trzykrotna medalistka olimpijska.
Urodziła się w Stanach Zjednoczonych. Igrzyska w 1992 były jej pierwszą olimpiadą. Osada w składzie Kirsten Barnes, Monroe, Brenda Taylor i Kay Worthington triumfowała w rywalizacji czwórek bez sternika, wszystkie cztery wioślarki płynęły także w zwycięskiej kanadyjskiej ósemce. Rok wcześniej w tych samych konkurencjach zwyciężała na mistrzostwach świata. Monroe w 1996 ponownie stanęła na podium, zdobywając w ósemce tym razem srebrny medal.